# Landtagswahl in Kärnten 1927
- SDAPDÖ: 16
- KSS: 2
- EL: 11
- LB: 12
- VSB: 1

Die Landtagswahl in Kärnten 1927 wurde am 24. April 1927 zeitgleich mit den Nationalratswahlen und den Landtagswahlen in Niederösterreich sowie der Steiermark durchgeführt.
Von den 12 Sitzen erhielt der Landbund selbst 9, die mit ihm verbundene Gewerbepartei 3. Bei der Einheitsliste kamen die Christlichsozialen auf 6, die Großdeutschen auf 4 und die Nationalsozialisten auf ein Mandat.
Der parteiunabhängige Deutschfreiheitliche Arthur Lemisch wurde am 15. Juni 1927 zum Landeshauptmann gewählt und blieb es bis zum 31. Jänner 1931.

## Vorläufiges Wahlergebnis
| Partei                                                | Stimmen | Prozent | Mandate |
| ----------------------------------------------------- | ------- | ------- | ------- |
| Sozialdemokratische Arbeiterpartei Deutschösterreichs | 62.392  | 36,67   | 16      |
| Landbund                                              | 45.530  | 26,76   | 12      |
| Einheitsliste                                         | 44.823  | 26,35   | 11      |
| Partei der Kärntner Slowenen                          | 9.551   | 5,61    | 2       |
| Völkischsozialer Block                                | 5.154   | 3,03    | 1       |
| Kommunistische Partei Österreichs                     | 1.811   | 1,06    | 0       |
| Ude-Verband                                           | 873     | 0,51    | 0       |